# Stefan Rogentin
Stefan Rogentin, född 16 maj 1994 i Lenzerheide, är en schweizisk utförsåkare som representerar SC Lenzerheide-Valbella.
Han tävlar i storslalom, super-G, störtlopp och alpin kombination och tillhör det schweiziska B-landslaget.
Hans främsta internationella meriter är en andraplats i totalcupen i europacupen 2017.
Hans främsta världscupresultat är en 24:e plats i alpin kombination i Bormio i december 2017.
Han debuterade i världscupen i franska Val-d'Isère december 2017.
Vid VM 2025 i Saalbach-Hinterglemm tog Rogentin brons i lagkombination tillsammans med Marc Rochat.